# George Romney
George Wilcken Romney (Colonia Dublán, 8 de julio de 1907-Bloomfield Hills, 26 de julio de 1995) fue un empresario y político estadounidense. Fue presidente de American Motors Corporation de 1954 a 1962, el 43.° gobernador del estado de Míchigan de 1963 a 1969 por el Partido Republicano  y Secretario de Vivienda y Desarrollo Urbano de 1969 a 1973. Fue el padre del gobernador de Massachusetts de 2003 a 2007 y candidato presidencial republicano en 2012 Mitt Romney.

## Biografía
Nació en la comunidad mormona de Colonia Dublán, en Chihuahua, México, país del que su familia huyó a causa de la Revolución mexicana, y se crio en Idaho y Utah. En su juventud pasó dos años como misionero mormón en Inglaterra y Escocia. Asistió a la Universidad de Utah y la George Washington University pero nunca llegó a licenciarse.
George Romney se casó en 1931 con la aspirante a actriz Lenore LaFount, con quien tuvo cuatro hijos, Lynn, Jane, Scott y Mitt. Lenore LaFount también fue candidata fallida al Senado de los Estados Unidos por Míchigan en 1970.
Miembro de La Iglesia de Jesucristo de los Santos de los Últimos Días, Romney no fumaba ni tomaba alcohol, y pagaba un diezmo de sus ingresos a esta Iglesia. George Romney, según la Constitución Mexicana, y por nacimiento, era mexicano.
Murió en su casa de Bloomfield Hills, Míchigan, de un ataque al corazón mientras hacía ejercicio físico el 26 de julio de 1995. Tenía 88 años.

## Hombre de negocios
En los años 30 trabajó como vendedor para Aluminum Co. en Los Ángeles, y más tarde como representante comercial de Alcoa en Washington D. C. Durante este periodo ejerció dos años como presidente de la Asociación de Ejecutivos Comerciales de Washington D. C. De ahí pasó a instalarse en Detroit, Míchigan, donde fue jefe de la oficina de la Automobile Manufacturers Asssociation en la ciudad.
Durante la Segunda Guerra Mundial se desempeñó como director ejecutivo del Automotive Council for War Production y director general del Automobile Manufacturers Asssociation. En 1948 se incorporó a Nash-Kelvinator Corporation, del que fue nombrado vicepresidente ejecutivo en 1953. En 1954, de la fusión de Nash-Kelvinator con Hudson Motor Car Co. surgió American Motors. George Romney fue nombrado presidente de American Motors (1954-1962). En sus años al frente de la compañía, transformó la industria del automóvil en EE. UU. gracias a la estrategia de fabricar coches más pequeños.

## Gobernador de Míchigan (1963-1969)
Como jefe de la American Motors, Romney se convirtió en un hombre rico y conocido. Esto le supuso una oportunidad para dar el salto a la arena política. Comenzó a participar habitualmente en actividades cívicas y comunitarias en el área de Detroit. Fue presidente de un comité de ciudadanos encargado de estudiar las necesidades de las escuelas públicas de Detroit.
En 1961 lideró una iniciativa ciudadana para convocar una convención estatal para revisar la Constitución del estado de Míchigan. Utilizando eso como plataforma, en 1962 decidió presentar su candidatura a gobernador de Míchigan por el Partido Republicano. En las elecciones de noviembre de 1962 derrotó al gobernador demócrata John Swainson, rompiendo así con 14 años consecutivos de gobierno demócrata en el estado. Sería reelegido en 1964 y 1966 —entonces cada mandato del gobernador en Míchigan era de dos años—, siendo gobernador durante tres periodos consecutivos.
Durante sus seis años al frente del gobierno estatal, una nueva Constitución fue aprobada en Míchigan, promovió una reforma fiscal, fue promulgado el primer impuesto sobre la renta, y dio inicio a un periodo de expansión económica en el estado. También incrementó el gasto para programas de educación y asistencia social. Considerado un republicano moderado, fue un fuerte partidario del desarrollo del programa de derechos civiles y en 1964 se negó a apoyar la candidatura presidencial del senador republicano Barry Goldwater.
Gozó de una gran popularidad en todo su periodo como gobernador gracias a iniciativas como la de abrir las puertas de su despacho a los ciudadanos todos los jueves de cada semana. Así los ciudadanos de Míchigan que quisieran, podían tener una charla de cinco minutos cada uno con el gobernador.

## Campaña presidencial de 1968
En la fiesta celebrada la noche de su reelección en noviembre de 1966, el público ya comenzó a gritar y animar al Gobernador para que se lanzara a la carrera por la Casa Blanca en 1968. Por sus éxitos e innovaciones en Míchigan, Romney era uno de los claros favoritos para 1968.
Anunció oficialmente su candidatura a la presidencia de EE. UU. en 1967. Asumió una posición contraria a la guerra de Vietnam y, para justificar que en el pasado había mantenido una posición favorable, dijo que eso fue debido a que cuando visitó a las tropas fue objeto de un "lavado de cerebro". Estos comentarios hicieron que arreciaran las críticas y arruinaron su campaña.
También influyeron los disturbios generalizados que se dieron en varias ciudades de EE. UU. en el verano de 1967. Detroit fue una de las ciudades más afectadas con pérdidas de hasta 50 millones de dólares en propiedades. Finalmente, George Romney abandonó la carrera presidencial dos semanas antes de las primarias de Nuevo Hampshire. Aunque él puso como excusa la entrada en carrera de Nelson Rockefeller, lo que dejaba las primarias republicanas como una batalla entre dos alternativas claramente diferenciadas, Nixon y Rockefeller.

## Secretario de Vivienda de EE. UU. (1969-1973)
Finalmente Richard Nixon fue elegido presidente de EE. UU., y George Romney fue nombrado Secretario de Vivienda y Desarrollo Urbano. Se mantuvo al frente del Departamento de Vivienda durante todo el primer mandato de Nixon.
Durante este tiempo Romney creó el National Center for Voluntary Action, una organización dedicada al fomento de la implicación de los ciudadanos en los asuntos públicos. Cuando abandonó el Departamento de Vivienda, declaró que las ayudas de la Administración Nixon a los programas de desarrollo urbano eran insuficientes.